# De Hoop (schip, 1909)
Hagenaar DE HOOP is een wachtschip van zeeverkennersgroep De Argonauten in Rotterdam en Bergschenhoek. Het ligt afgemeerd in de Rotte bij Terbregge en wordt gebruikt als varend clubhuis. In de nieuwe wijk Ommoord was in 1969 nog geen plaats voor een clubhuis. Het is als zeilschip gebouwd, maar na de Tweede Wereldoorlog gemotoriseerd.
Het is aangepast aan het huidige gebruik, maar de onderdelen van het schip bevinden zich nog in een staat, die overeenkomt met de oorspronkelijke bouwwijze en het uiterlijk van een Hagenaar. Mede hierom is het sinds 2005 als varend monument ingeschreven in het Register van de Federatie Varend Erfgoed Nederland. Tijdens vaartochten naar bijvoorbeeld de Friese meren, als historische havenplaatsen worden aangedaan, past het schip prima in het ‘ensemble’ en komt het klassieke uiterlijk tot zijn recht. Ook het motorgeluid is authentiek, af en toe wordt er vanaf de wal enthousiast geroepen dat de motor een Lister moet zijn.

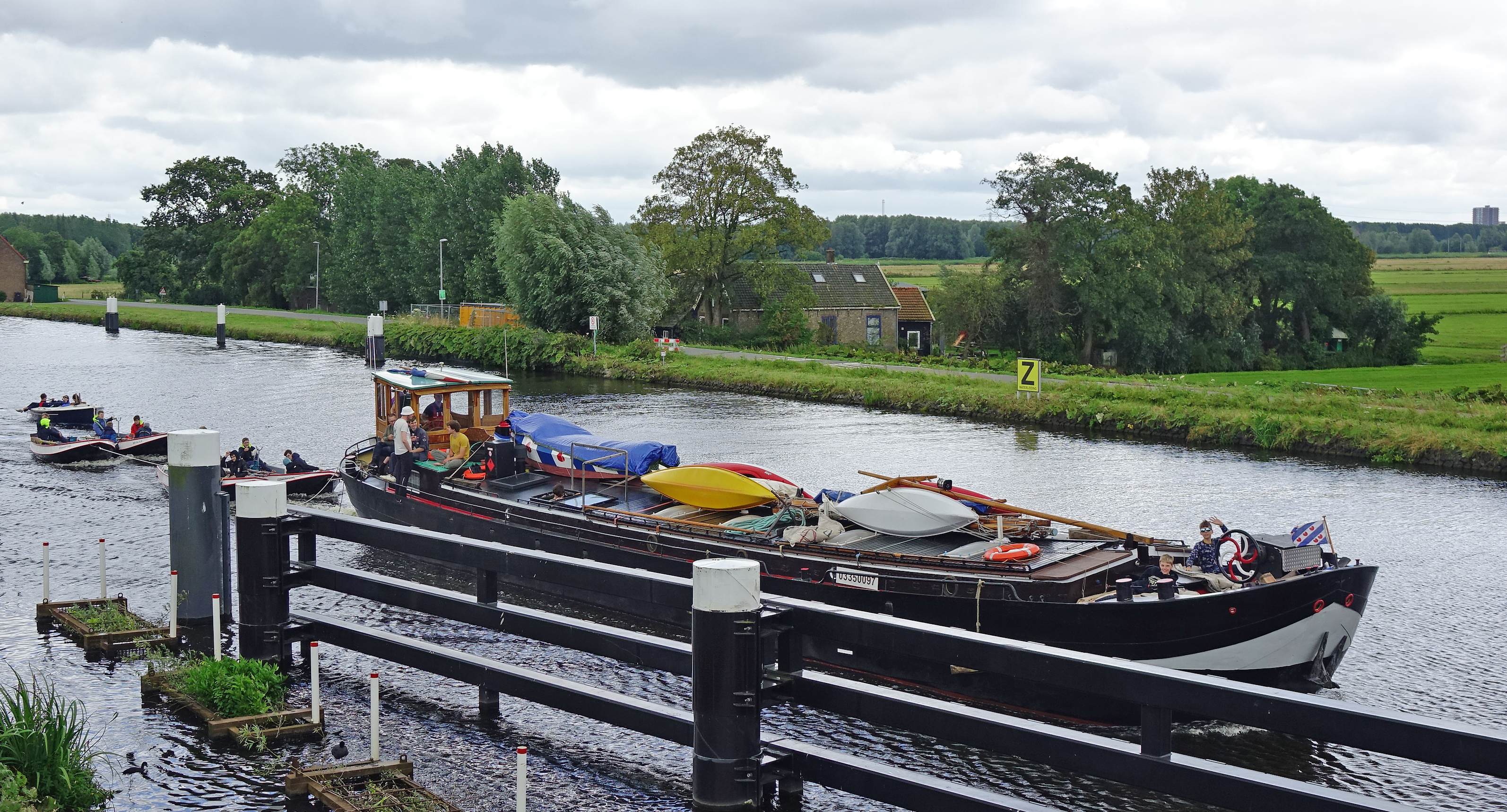
De Hoop op de Delftse Schie waarbij enkele lelievletten worden gesleept

De welpen gebruiken het schip als clubhuis. Elke zaterdagochtend komen zij naar de vaste ligplaats van de Hoop in de Rotte, nabij de Prinses Irenebrug, om hun spelprogramma te draaien met het ruim van de Hoop als uitvalsbasis. Een paar keer per jaar wordt er een stukje gevaren, bijvoorbeeld naar de Rottemeren. Voor de Verkenners is de Hoop meer een varend kamphuis. Zo gaan zij tijdens de zomervakantie 2 weken op kamp naar Friesland, met de vletten op sleep. Het ruim wordt dan gebruikt om te eten en te slapen en als het slecht weer is ook om in te spelen. Hierbij moet wel elke keer het ruim verbouwd worden, want eten gaat aan tafels en slapen in kooien. Een enkele keer gebruiken ze de Hoop ook voor een gewone opkomst.

## Geschiedenis
Bij Monster in Gorinchem werd in 1925 nog een nieuw zeil aangeschaft, maar in augustus 1930 krijgt de Hoop een zijschroef, in de wandeling een "lamme arm", met een ABC 7 pk hulpmotor. Die wordt ingebouwd door Smederij C. van Vliet in Boven-Hardinxveld. In 1933 wordt het schip bij de werf van Hazer in Hardinxveld verlengd, voor ƒ 500,00. Van 20,90 naar 23,90 meter, waarmee het tonnage van 88,9 naar 102 ton gaat. In 1934 wordt de helmstok vervangen door een stuurwerk en een jaar later wordt er een demontabele stuurhut geplaatst. In 1952 wordt de zijschroef vervangen door een ingebouwde 30 pk Güldner motor bij Machinefabriek de Waal, maar de zwaarden blijven nog aanwezig tot 1955. In 1958 volgt een 40 pk Lister, 1943 Dursley fabrieken. In 1962 wordt het houten roer vervangen door een stalen roer. De huidig diesel is de tweede Lister. Schipper Kamst heeft de oorspronkelijke diesel opgeblazen. Daarna is de huidige diesel geplaatst door F.I van Veen (Frans). Frans was scheepswerktuigkundige die voor zichzelf werkte en een bedrijfje in Delfshaven had.
Jan van der Dussen ('s – Gravenmoer, 28-01-1899 / 30-09-1960) en Jannigje Groeneveld, (01-03-1901 / 06-03-1996) was een van de schippersechtparen die er beroepsmatig mee voeren. Na het overlijden van Jan gingen zoon Johnny en zijn moeder met de Hoop verder vracht vervoeren. Jan heeft in de oorlog altijd zijn lading zo gekozen, dat hij niet voor de Duitsers hoefde te varen.
Najaar 1943 had de Hoop een lading consumptieaardappelen voor VeBaNa in Zeeland geladen, bestemd voor Den Haag. In de Parksluizen werd de lading door de Duitsers gevorderd en de Hoop moest via het Volkerak en de Dintel naar Standdaarbuiten aan de Mark om daar de lading te lossen voor de Duitse cavalerie. Voer voor de paarden. In Standdaarbuiten werd lading door Duitse soldaten in groene overalls met manden op de rug gelost.
Eind 1943 misschien begin 1944, leeg van Rotterdam, deed de Hoop Gorinchem aan. Binnen de sluis riep de bevrachter dhr. Buitenman, Jan zijn principes kennende, Jan aan dat hij alleen een lading stenen had voor het transport naar vliegbasis Eindhoven en dat er al schepen waren gevorderd. Jan heeft niet afgemeerd, hij voer zo snel als mogelijk de sluis weer uit.
Tijdens de invasie lag de Hoop aan de Ka bij Werkendam samen met de paviljoen Hagenaar de Goede Verwachting van zijn Oom Piet. Zij gingen de Biesbosch in en meerden af in de buurt van Hank bij de Vierbansche sluis. Zij kregen van de Duitsers opdracht om daar weg te gaan waarna zij een poosje door de Biesbosch gezworven hebben, omdat de Duitsers de Biesbosch niet in durfden varen.
Enige tijd na de invasie deden ze een reisje naar Eindhoven via Helmond met een lading aardappelen. Na het lossen rond Dolle Dinsdag lagen ze leeg in Helmond en zij zagen de NSB'ers hun spullen pakken. In september 1944 via het Wilhelminakanaal naar Oosterhout en dan via de Donge naar de toen nog niet gedempte haven in ’s-Gravenmoer. De bevrijding van ’s-Gravenmoer was op 29 oktober 1944.
Ongeveer drie weken na de bevrijding ging de Hoop naar Oosterhout. Hier lagen al ongeveer 120 binnenschepen. Kempenaars, klippers en Hagenaars. De schippersjongens werden door de geallieerden gevraagd schepen te laden met levensmiddelen, geleverd door de geallieerden om na de bevrijding van boven de rivieren direct uit te varen en de levensmiddelen naar het Noorden te brengen. De Hoop ging direct na 5 mei naar ’s-Hertogenbosch om een lading levensmiddelen voor Amsterdam te halen. Via Engelen, de Dode Maas bij Heusden en de Andelse Maas en door de Wilhelminasluis naar Amsterdam.
In 1960 is Jan van der Dussen overleden. Het schip bleef tot 1965 in de familie.

## Liggers Scheepmetingsdienst[4]
| Meetnummer                   | District en volgnr.  | Meetdatum        | Meetplaats       | Lengte [m] | Breedte [m] | Inzinking [m] | Waterverplaatsing [ton] | Naam         | Eigenaar                   | Domicilie     |
| ---------------------------- | -------------------- | ---------------- | ---------------- | ---------- | ----------- | ------------- | ----------------------- | ------------ | -------------------------- | ------------- |
| U252N                        | Utrecht 252          | 14 april 1909    | Utrecht          | 20,86      | 4,12        | –             | 88,921                  | SPERA IN DEO | Willem en Jacobus Stofberg | Mijdrecht     |
| Naams- en eigendomswijziging |                      | 21 december 1923 |                  |            |             |               |                         | DE HOOP      | Jan van der Dussen         | ‘s Gravenmoer |
| Hb658N                       | ‘s-Hertogenbosch 658 | 4 september 1933 | ‘s-Hertogenbosch | 23,90      | 4,14        | –             | 103,593                 | DE HOOP      | J. v.d. Dussen             | ‘s Gravenmoer |
| A17675N                      | Amsterdam 17675      | 24 april 1958    | Amsterdam        | 23,90      | 4,14        | 1,75          | 102,069                 | DE HOOP      | –                          | –             |
| R33662N                      | Rotterdam 33662      | 15 juli 1970     | –                | 23,94      | 4,14        | 1,06          | 19,858                  | DE HOOP      | Scoutinggroep Argonauten   | Rotterdam     |